# Fife
|  | "Fife" kan også være en forkortelse for Fédération Internationale Féline |
Fife er en kommune (council area) i Skotland, tidligere en region og før det igen et grevskab (county). Den ligger mellem fjordene Firth of Tay og Firth of Forth i det østlige af landet. Regionen grænser op til Nordsøen mod øst, Tayside mod nord, Central Skotland mod vest og (over Firth of Forth) til Lothian mod syd. 
De største byer er Kirkcaldy, Dunfermline og Glenrothes. Desuden ligger St Andrews i regionen; denne by er kendt for Old Course, den ældste golfbane i verden.

## Byer og landsbyer
- Abbotshall
- Abdie
- Aberdour
- Anstruther Easter
- Anstruther Wester
- Arngask (to Perthshire in 1891)
- Auchterderran
- Auchtermuchty
- Auchtertool
- Ballingry
- Balmerino
- Beath
- Buckhaven
- Burntisland
- Cameron
- Carnbee
- Carnock
- Cellardyke
- Ceres
- Collessie
- Cowdenbeath
- Crail
- Creich
- Crossgates
- Culross (to Fife from Perthshire, 1891)
- Cults
- Cupar
- Dairsie
- Dalgety
- Dunbog
- Dunfermline
- Dunino
- Dysart
- Elie
- Falkland
- Ferry Port on Craig[1]
- Flisk
- Forgan
- Freuchie
- Glenrothes
- Inverkeithing
- Kelty
- Kemback
- Kennoway
- Kilconquhar
- Kilmany
- Kilrenny
- Kinghorn
- Kinglassie
- Kingsbarns
- Kingskettle
- Kirkcaldy
- Ladybank
- Largo
- Leslie
- Leuchars
- Leven
- Lochgelly
- Logie
- Lumphinnans
- Markinch
- Methil
- Monimail
- Moonzie
- Newburgh
- Newburn
- Pitlessie
- Pittenweem
- Rosyth
- Saline
- Scoonie
- St Andrews & St Leonards
- St Monance (and Abercrombie)
- Strathmiglo
- Thornton
- Torryburn
- Wellwood
- Wemyss
- Wormit

## Seværdigheder
- Falkland Palace
- Kellie Castle
- Dunfermline Palace
- St Andrews Castle
- Culross Palace
- Ravenscraig Castle
- Stanza Poetry Festival
- East Neuk Festival